# Metabiantes armatus
Metabiantes armatus is een hooiwagen uit de familie Biantidae.